# 木村有里 (漫画家)
木村 有里（きむら ゆり）は日本の漫画家。代表作は『ヴァンパイア十字界』。

## 作品リスト
- エバーシェイド（『ガンガンパワード』2002年秋季号）
- 『ヴァンパイア十字界』スクウェア・エニックス〈ガンガンコミックス〉全9巻（原作：城平京、『月刊少年ガンガン』2003年9月号 - 2007年3月号） - 初連載作品[1]
- 『漆黒使いの最強勇者 仲間全員に裏切られたので最強の魔物と組みます』スクウェア・エニックス〈ガンガンコミックスUP!〉既刊15巻（原作：瀬戸メグル・キャラクター原案：ジョンディー、『マンガUP!』[2]2019年3月17日 - 連載中）